# Jornada Mundial de la Juventud 2027
La XLII edición de la Jornada Mundial de la Juventud de la Iglesia católica se realizará en Corea del Sur en el año 2027. Será la primera vez que el evento se realiza en Corea, y la segunda ocasión en Asia, después de la Jornada Mundial de la Juventud 1995 en Manila.
La sede del evento fue conocida el 6 de agosto de 2023 durante la misa de envío de la Jornada Mundial de la Juventud 2023 de Portugal.

## Anuncio
El anuncio del evento fue realizado por el papa Francisco el 6 de agosto de 2023, después de la misa de clausura de la Jornada Mundial de la Juventud de Lisboa, llevada a cabo en el Parque Tejo, en Portugal. En el momento del anuncio, alrededor de 1,5 millones de personas estaban presentes.
Corea del Sur no tiene un grupo religioso mayoritario, pero ha experimentado un aumento en el número de cristianos, que representan aproximadamente el 30 % de la población, de los cuales el 12 % son católicos.

Y al final, llega un momento que todos esperan, el anuncio de la próxima etapa del camino. [...] Y la próxima Jornada Mundial de la Juventud se llevará a cabo en Asia: será en Corea del Sur, en Seúl. Y así, en 2027, desde la frontera occidental de Europa, se desplazará hacia el Extremo Oriente. Y esto es una hermosa señal de la universalidad de la Iglesia y del sueño de unidad del cual sois testigos.
Papa Francisco anunciando la sede de la JMJ 2027 en Lisboa